# Haval Shenshou
La Haval Shenshou (in cinese 哈弗神兽) è un'autovettura prodotta dal 2021 dalla casa automobilistica cinese Great Wall Motors con il marchio Haval.

## Descrizione

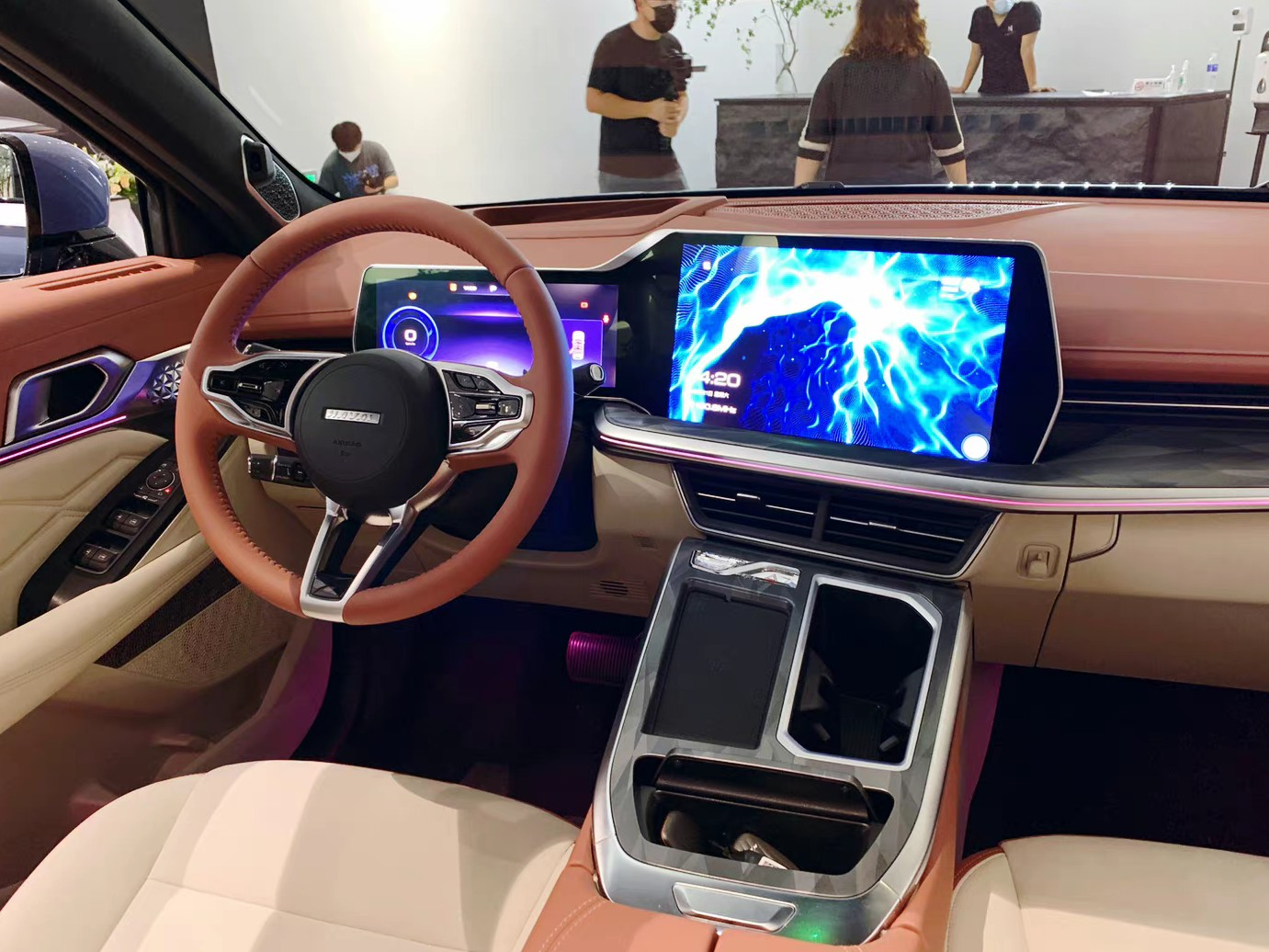
Interni

La Shenshou è stata anticipata dalla Haval XY Concept, una concept car presentata al salone di Shanghai nell'aprile 2021.
La versione di serie della Shenshou è stata presentata in Cina nell'agosto 2021 e lanciata sul mercato interno il 18 dicembre 2021.
Il nome Shenshou è una parola cinese che sta a significare "bestia mitica".
Lo vettura, che viene costruita sulla piattaforma modulare LEMON del gruppo Great Wall Motors, è alimentata da un motore a benzina turbo da 1,5 litri che produce 185 CV e 220 Nm di coppia ed è abbinato a una trasmissione automatica a doppia frizione. È disponibile anche una variante dotata di un motore da 2,0 litri con 224 CV e 345 Nm di coppia.